# Universidade Évry-Val-d'Essonne
A Universidade Évry-Val-d'Essonne (em francês:  Université d'Évry-Val-d'Essonne) UEVE, é uma universidade pública de Évry.
Fundada em 1991, é um dos mais famosos na França em pesquisa genômica. Ela é um membro associado da Universidade Paris-Saclay.